# Itame berta
Itame berta är en fjärilsart som beskrevs av Dyar 1922. Itame berta ingår i släktet Itame och familjen mätare. Inga underarter finns listade i Catalogue of Life.